# Gianluca Gaetano
Gianluca Gaetano (Cimitile, 5 mei 2000) is een Italiaans voetballer die doorgaans speelt als aanvallende middenvelder. Hij werd in 2019 gepromoveerd naar het eerste elftal van SSC Napoli.

## Clubcarrière

### Napoli
Gaetano doorliep de jeugdreeksen van ASD Future Boys di Cimitile en SSC Napoli. Op 12 mei 2019 maakte hij zijn debuut in de Serie A toen hij een minuut voor tijd José María Callejón kwam vervangen in de met 1–2 gewonnen uitwedstrijd tegen SPAL.

### Cremonese
In de winter van 2020 werd hij voor anderhalf jaar verhuurd aan Cremonese. Hij kwam in die periode tot 52 wedstrijden en acht goals. Het seizoen erop werd hij opnieuw verhuurd aan Cremonese en kwam hij tot zeven goals in 35 wedstrijden.  

## Clubstatistieken
| Seizoen     | Club        | Competitie  | Competitie | Competitie | Competitie | Beker | Beker | Beker | Internationaal | Internationaal | Internationaal | Totaal | Totaal | Totaal |
| Seizoen     | Club        | Competitie  | Wed.       | Dlp.       | Ass.       | Wed.  | Dlp.  | Ass.  | Wed.           | Dlp.           | Ass.           | Wed.   | Dlp.   | Ass.   |
| ----------- | ----------- | ----------- | ---------- | ---------- | ---------- | ----- | ----- | ----- | -------------- | -------------- | -------------- | ------ | ------ | ------ |
| 2018/19     | Napoli      | Serie A     | 2          | 0          | 0          | 1     | 0     | 0     | 0              | 0              | 0              | 3      | 0      | 0      |
| 2019/20     | Napoli      | Serie A     | 0          | 0          | 0          | 0     | 0     | 0     | 1              | 0              | 0              | 1      | 0      | 0      |
| Club Totaal | Club Totaal | Club Totaal | 2          | 0          | 0          | 1     | 0     | 0     | 1              | 0              | 0              | 4      | 0      | 0      |
| 2019/20     | → Cremonese | Serie B     | 15         | 3          | 2          | 0     | 0     | 0     | —              | —              | —              | 15     | 3      | 2      |
| 2020/21     | → Cremonese | Serie B     | 34         | 5          | 3          | 2     | 2     | 1     | —              | —              | —              | 36     | 7      | 4      |
| Club Totaal | Club Totaal | Club Totaal | 49         | 8          | 5          | 2     | 2     | 1     | 0              | 0              | 0              | 51     | 10     | 6      |
| 2021/22     | Napoli      | Serie A     | 2          | 0          | 0          | 0     | 0     | 0     | —              | —              | —              | 2      | 0      | 0      |
| Club Totaal | Club Totaal | Club Totaal | 4          | 0          | 0          | 1     | 0     | 0     | 1              | 0              | 0              | 6      | 0      | 0      |
| 2021/22     | → Cremonese | Serie B     | 35         | 7          | 5          | 0     | 0     | 0     | —              | —              | —              | 35     | 7      | 5      |
| Club Totaal | Club Totaal | Club Totaal | 84         | 15         | 10         | 2     | 2     | 1     | 0              | 0              | 0              | 86     | 17     | 11     |
| 2022/23     | Napoli      | Serie A     | 3          | 0          | 1          | 0     | 0     | 0     | 3              | 0              | 0              | 6      | 0      | 1      |
| Club Totaal | Club Totaal | Club Totaal | 7          | 0          | 1          | 1     | 0     | 0     | 4              | 0              | 0              | 12     | 0      | 1      |
| TOTAAL      | TOTAAL      | TOTAAL      | 91         | 15         | 11         | 3     | 2     | 1     | 4              | 0              | 0              | 98     | 17     | 12     |

Bijgewerkt op 5 oktober 2022.

## Interlandcarrière
Gaetano is Italiaans jeugdinternational.

## Erelijst
| Kampioen Serie A | 1× | 2022/23 |